# 719612 Hoshizaki
719612 Hoshizaki è un asteroide della fascia principale. Scoperto nel 2019, presenta un'orbita caratterizzata da un semiasse maggiore pari a 2,684681 UA e da un'eccentricità di 0,093743, inclinata di 5,758968° rispetto all'eclittica.
Hoshizaki è una scuola superiore immaginaria nel manga giapponese Asteroid in Love creato da Quro.